# Leandro Carrijó
Leandro Carrijó Silva (Uberaba, Brasil; 3 de septiembre de 1985) es un futbolista brasileño que se desempeña en la posición de delantero, actualmente es agente libre.

## Clubes
| Club                    | País           | Año     |
| ----------------------- | -------------- | ------- |
| Nacional F. C.          | Brasil         | 2005    |
| Uberaba S. C.           | Brasil         | 2006    |
| E. C. Demócrata         | Brasil         | 2007    |
| Atlético Mineiro        | Brasil         | 2007-08 |
| Portuguesa (cedido)     | Brasil         | 2008    |
| Vitória F. C.           | Portugal       | 2008-09 |
| South China A. A.       | Hong Kong      | 2009    |
| Bangu A. C.             | Brasil         | 2010    |
| South China A. A.       | Hong Kong      | 2010    |
| Hong Kong Pegasus F. C. | Hong Kong      | 2011-12 |
| E. C. Rio Verde-GO      | Brasil         | 2013    |
| Celaya F. C.            | México         | 2013-14 |
| Atlético de San Luis    | México         | 2014-15 |
| F. C. Juárez            | México         | 2015-20 |
| El Paso Locomotive FC   | Estados Unidos | 2020-21 |

## Palmarés

### Campeonatos regionales
| Título             | Club             | Estado       | Año  |
| ------------------ | ---------------- | ------------ | ---- |
| Campeonato Mineiro | Atlético Mineiro | Minas Gerais | 2007 |

### Campeonatos nacionales
| Título               | Club         | País   | Año  |
| -------------------- | ------------ | ------ | ---- |
| Torneo Apertura 2015 | F. C. Juárez | México | 2015 |

### Distinciones individuales
| Distinción                           | Año  |
| ------------------------------------ | ---- |
| Goleador del Torneo Clausura 2015    | 2015 |
| Goleador de la Copa MX Apertura 2016 | 2016 |